# Joachim Jeremias
Joachim Jeremias (* 20. September 1900 in Dresden; † 6. September 1979 in Tübingen) war lutherischer Theologe und Orientalist sowie Abt des Klosters Bursfelde. Er unterrichtete von 1935 bis 1968 an der Universität Göttingen. In seinen Forschungen versuchte er, den ursprünglichen aramäischen Wortlaut der Verkündigung Jesu darzustellen.

## Leben
Joachim Jeremias lebte von 1910 bis 1915 in Jerusalem, weil sein Vater Friedrich Jeremias dort Propst der evangelisch-lutherischen Erlöserkirche war. 1922 und 1923 schloss er seine Studien der Theologie und der orientalischen Sprachen mit je einer Doktorprüfung ab (erwarb also die Titel Dr. phil. und Dr. theol.). Es folgte eine Zeit als Repetent am Theologischen Seminar der Brüdergemeine in Herrnhut und als Dozent in Riga. 
Nach seiner Habilitation im Fach Neues Testament in Leipzig 1925 wurde er erst außerordentlicher Professor und Direktor des Institutum Judaicum an der Universität Berlin, dann 1929 Professor in Greifswald. 
1933 wurde er Mitglied der Bekennenden Kirche; er weigerte sich einer nationalsozialistischen Organisation beizutreten und protestierte während der NS-Diktatur gegen die Einführung der Arierparagraphen in der Kirche, das Führerprinzip und die Reichskirche. Im Jahr 1935 wechselte er an die Georg-August-Universität in Göttingen. Bis 1945 war Jeremias einer der wenigen Göttinger Theologen, die auf der Seite der Bekennenden Kirche standen. Im Göttinger Krankenhaus Neu-Bethlehem, das von 1939 bis 1946 als Lazarett diente, war er in dieser Zeit als Feldwebel vom Dienst in der Führung tätig. Wegen seiner wissenschaftlichen Kompetenz und moralischen Integrität spielte er eine große Rolle beim Neubeginn der Universität nach 1945.
In Göttingen blieb er bis zu seiner Emeritierung 1968.
Von 1968 bis 1971 war Joachim Jeremias Abt des Klosters Bursfelde im Weserbergland. 
Seine Söhne waren der Neutestamentler Gert Jeremias und der Alttestamentler Jörg Jeremias.
Seine Forschungen beruhen auf breitem Fachwissen im Bereich der Theologie, Philologie, Geschichte, Geographie und Archäologie. Sein besonderes Bemühen galt der Rekonstruktion der Verkündigung Jesu vor dem Hintergrund des zeitgenössischen Judentums. Dazu kamen ihm nicht zuletzt auch die in seiner Kindheit anschaulich erworbenen Kenntnisse der Verhältnisse in Jerusalem zugute.

## Ehrungen
Joachim Jeremias erhielt zahlreiche Ehrungen. So war er Ehrendoktor der Universität Leipzig, der Universität St. Andrews (Schottland), der Universität Uppsala (Schweden) sowie der Universität Oxford. Er war Träger der Burkitt-Medaille für biblische Studie der Britischen Akademie. Er war Mitglied der Akademie der Wissenschaften zu Göttingen und Vorsitzender von deren Septuaginta-Kommission, Mitglied der Königlich-Niederländischen Akademie der Wissenschaften und Mitglied der Britischen Akademie (London).

## Veröffentlichungen (Auswahl)
- Jerusalem zur Zeit Jesu (1923, seine phil. Dissertation)
- Die Abendmahlsworte Jesu (1935)
- Die Gleichnisse Jesu (1947, Taschenbuchausgabe 1965) (, PDF; 27,8 MB, 156 Seiten auf www.carespektive.de)
- Unbekannte Jesusworte (1948, Taschenbuchausgabe 1980)
- Neutestamentliche Theologie. 1. Teil: Die Verkündigung Jesu (1971)